# Eterno Amanhecer
Eterno Amanhecer é o primeiro álbum de estúdio do grupo brasileiro de samba e pagode Exaltasamba, que foi lançado nos formatos fita cassete, disco de vinil e em CD em 1992. antes de lançar este álbum o Exaltasamba  em 1991 apareceu somente com a música "Deixa Como Está" no disco Choppapo, a principal música do álbum Eterno Amanhecer é "Quero Sentir de Novo", esta canção foi composta pelo Péricles (vocalista do grupo) com Juninho, e o álbum tem a participação do sambista Royce do Cavaco na música "Cartilha do Amor", o álbum tem dez faixas, mas devido alguns pot-pourris faz o álbum ter no total 13 músicas. O álbum foi gravado no estúdio Camerati SP - 24 Canais, teve a direção artística de Carlinhos Kaskatas, a direção executiva de Carlos Roberto e Wagner Santos, produção fonográfica de Ritmo Quente e arranjos e regência de Maestro Jobam.

## Faixas

### Faixas do CD
1. "Quero Sentir de Novo" (composição Péricles e Juninho).
2. "Por Um Amor Tão Lindo" (composição Lula, Luíz Pintor e Jairo).
3. Chuva Danada (composição Carica e Vicente)/Canavial (composição de Juninho, Salgadinho e Dal)
4. Bem Súbito (composição Péricles)
5. Bar Da Esquina (Jorge Aragão e João Batista de Alcantara)/Doce Refúgio (composição de Luíz Carlos da Vila)/Seja Sambista Também (composição de Arlindo Cruz e Sombrinha)
6. Eterno Amanhecer (composição Péricles)
7. Cartilha Do Amor (Part. Royce do Cavaco) (composição Royce do Cavaco e Paulo Onça)
8. Firma Teu Cavalo (Mario Sérgio, Marquinho Satá e Adilson Victor)
9. Luz Do Meu Pensar (Cleber Augusto e Djalma Falcão)
10. Angola Nagô (composição Luíz Pintor, Lula e Jairo)[2]

### Faixas do disco de vinil (LP)
Lado A
1. "Quero Sentir de Novo" (composição Péricles e Juninho).
2. "Por Um Amor Tão Lindo" (composição Lula, Luíz Pintor e Jairo).
3. Chuva Danada (composição Carica e Vicente)/Canavial (composição de Juninho, Salgadinho e Dal)
4. Bem Súbito (composição Péricles)
5. Bar Da Esquina (Jorge Aragão e João Batista de Alcantara)/Doce Refúgio (composição de Luíz Carlos da Vila)/Seja Sambista Também (composição de Arlindo Cruz e Sombrinha)

Lado B
1. Eterno Amanhecer (composição Péricles)
2. Cartilha Do Amor (Part. Royce do Cavaco) (composição Royce do Cavaco e Paulo Onça)
3. Firma Teu Cavalo (Mario Sérgio, Marquinho Satá e Adilson Victor)
4. Luz Do Meu Pensar (Cleber Augusto e Djalma Falcão)
5. Angola Nagô (composição Luíz Pintor, Lula e Jairo)[3]

## Equipe

### Formação do grupo Exaltasamba
- Péricles: Violão de 6 ou 7 cordas e vocal
- Pinha: Repique
- Thell: bateria
- Brilhantina: Cavaquinho
- Marquinhos: Tantan e vocal
- Tortinho: Pandeiro e vocal
- Celo: Tamborim e vocal[3]

### Músicos participantes
- Breno: Violão de sete cordas e banjo
- Brucutu: Congas
- Fábio Canela: Baixo
- Fredy: Surdo
- Luizinho 7 Cordas: violão de sete cordas na música "Bem Súbito"
- Maestro Jobim: Violão
- Mario Testoni Jr.: Teclados
- Mokita: Pandeiro
- Péricles: Banjo
- Pinha: Repique
- Serginho: Pandeiro
- Toca Martins: Bateria
- Thell: Surdo
- Tortinho: Pandeiro[3]

### Outras pessoas
- Produtor fonográfico: Ritmo Quente
- Direção executiva: Carlos Roberto e Wagner Santos
- Direção artísticas: Carlinhos Kaskatas
- Produtor fonográfico: Ritmo Quente
- Arranjos e regências: Maestro Jobam
- Técnicos de gravação: Wladimiir Gonzella e Júlio
- Técnico de mixagem: Claudio Lucci[3]